# Angelique Pettyjohn
Angelique Pettyjohn (született Dorothy Lee Perrins) (Los Angeles, 1943. március 11. – Las Vegas, 1992. február 14.) amerikai filmszínésznő, revütáncosnő, szólótáncosnő. Ismertebb filmbéli alakítása a harcias Shahna szerepe a Star Trek fantasztikus játékfilmfolyam eredeti sorozatának (Star Trek: The Original Series), The Gamesters of Triskelion című filmjében (1968). Számos vígjátékban és akciófilmben játszott kisebb-nagyobb mellékszerepet. Szinte egész pályája során rendszeresen fellépett szólótáncosnőként, filmszerepeinek egy részében is táncosnőt vagy harcos verekedő amazont vagy „dögös” pincérlányt alakított, ahol testi adottságai és mozgáskultúrája megmutatkozhatott. Negyvenes éveinek elején, 1982–84 között belekóstolt az erotikus filmszereplésbe, néhány hardcore pornófilmben is szerepelt, de hamarosan visszatért a B-kategóriájú mozifilmekhez. Fiatalon, 48 évesen halt meg rákbetegségben.

## Életpályája

### A kezdetek
Dorothy Lee Perrins néven született a kaliforniai Los Angelesben 1943. március 11-én. Salt Lake Cityben (Utah állam). Alig 18 évesen, Angelique Pettyjohn művésznév alatt debütált egy aprócska filmszerepben: 1961-ben a The Phantom Planet c. filmben névtelen szereplőként egy esküdtet játszott (a film egy másik mellékszerepében feltűnt Richard Kiel, a James Bond filmek „acélfogú” behemótja). Néhány év szünet következett, a tizenéves lány vonzó nővé érett, figyelemre méltó természetes mellbőséggel (36C / 91,5 cm). Dorothy Lee Perrins fotómodellként kereste a kenyerét, közben táncot és színművészetet tanult. Revütánckarokban is táncolt, tánctudását magas színvonalra emelte.

### A filmszínésznő
24 éves korában, 1967-ben Angelique néven szerepelt a Green Hornet című Bruce Lee-akciófilm-sorozat Corpse of the Year c. részében. Ugyanebben az évben, már Angelique Pettyjohn néven közepes szerepet kapott, mint Gloria, az Elvis Presley főszereplésével készült, de elég gyengére sikerült Micsoda buli (Clambake) c. zenés musical-filmben. Ez volt első 'A'-listás filmje, mely megnyitotta számára az utat más nagy-költségvetésű produkciók felé.
1967-ben „Angelique” álnév alatt szerepelt néhány korai fekete-fehér pornófilmben, nevezetesen Joseph W. Sarno rendező szexfilmjeiben, a Love rebellion-ban (mint Pam Carpenter), a The Touch of Her Flesh-ben és az 1968-as The Curse of Her Flesh-ben (utóbbiban, Claudia Jennings szerepében). Mindhárom szex-thriller a nők alávetéséről (sexploitation) szól.
Angelique Pettyjohn 1967-ben számos kisebb játékfilmszerepet kapott. Játszott Bob Kane Batman-jében, aztán A balfácán (Get Smart) c. kémfilm-vígjátéksorozat két részében, a Pussycats Galore-ban mint Charlie Watkins és ikernővére, a 38. ügynök, és a Smart Fit the Battle of Jericho-ban mint dúskeblű cigarettaárus leány, ugyanebben a kettős szerepben, mindkettőben valójában csábító kettős ügynököt alakít. Apró szerepet kapott a Gene Kelly által rendezett Útmutató házas férfiaknak-ban. 1968-ban már főszereplőként (Sheila Willard) jelent meg a Mad Doctor of Blood Island-ben. Gene Saks és Neil Simon Furcsa pár c. vígjátékában (fősz. Jack Lemmon és Walter Matthau) Angelique Pettyjohn jelenik meg a nyitó jelenetben, mint a táncoló go-go-görlök egyike.

### Shahnaa Star Trekben
1968-ban A majmok bolygójának szereplőválogatásán Nova szerepére volt esélyes, de azt végül a producer barátnője, Linda Harrison kapta meg. Bekerült viszont a Star Trek fantasztikus eposzi sorozat Tűzszekerek c. második évadának egyik filmjébe, a Gamesters of Triskalion-ba. A domináns és harcias Shahnát alakította. A szerep tökéletesen illett Angelique csábító megjelenéséhez és sportos alkatához. Földönkívüli idegen lényt (meglehetősen emberi formájút) testesített meg, aki a gonosz Providerek fogságába esett Kirk kapitányt (William Shatnert) kényszerű gladiátor-szerepre készíti fel. A harcos amazon persze – mint számos nőtársa előtte és utána – megadja magát a minden női szívet meghódító, sármos kapitány varázsának. A népszerű kultusz-sorozatban való megjelenés világszerte ismertté tette Angelique Pettyjohn nevét, de karrierjét nem segítette tovább. Sűrűn hívták rajongói klubokba és Star Trek marketing-rendezvényekre, de a sorozat további részeiben már nem kapott szerepet.
1969-től ismét másodrendű filmekben szerepelt, így a felejthető Hell’s Belles c. motorkerékpáros akciófilmben. Főszerepet kapott a Childish Things c. filmdrámában. 1970-ben ő volt Paul Rapp rendező The Curious Female c. erotikus sci-fi filmvígjátékának főszereplője (Susan Rome), ebben a filmben már számos meztelen jelenetet is bemutatott. Mellékszereplő volt Glenn Ford rendező Heaven with a Gun c. westernfilmjében. 1971-ben topless táncosnőt alakított a kis költségvetésű Wit’s End (más címen The G.I. Executioner c. akció-krimiben. Ezeket a filmeket inkább a drive-in mozikban, és a nők szexuális alávetésére (sexploitation) specializált klubmozikban vetítették. 1971–78 között nem kapott új filmszerepet.

### Színésznőből revütáncosnő
Az 1970-es években Angelique Pettyjohn Las Vegas-i kaszinók táncos revüszínházaiban (burlesque show) vállalt fellépéseket. 1970-től a Silver Slipper játékkaszinóban, majd kiemelt táncosnő és showgirl lett az Aladdin hotel Vive Paris Vive című show-műsorában és a Maxim hotel-kaszinó revüszínházának műsorában. 1978-ban a Joker Klubban Bobby Mitchellel és Kellie Everts-szel, a Miss Nude Universe cím viselőjével együtt lépett színpadra
Robert Scott Hooper fényképész fotósorozatot készített róla, amelynek egy része a Playboy magazin 1979. februári számában jelent meg, „The Girls of Las Vegas” cím alatt.

### A pornószínésznő
Az 1980-as évek elején Angelique – szerződések híján – sztriptíz-táncosnőként keresett megélhetést. Alkohol és drogproblémákkal küzdött. Belebocsátkozott a jövedelmező szexfilm-készítésbe, és hamarosan a hardcore pornóiparban találta magát. A pornófilm hőskorában (Golden Age of Porn) a kisportolt, dúskeblű Amgelique keresett közreműködő lett. Kemény pornófilmjeiben Heaven St. John és Angel St. John néven tűnt fel, 1982-ben szerepelt a Titillation-ben (a hozzá hasonlóan dúskeblű Kitten Natividaddal, aki 1970–71-ben kétszer is elnyerte a Miss Nude Universe címet). A Stalag 69 szexfilmben náci kihallgatótisztet alakított, a Body Talk-ban Kay Parker partnere volt. A durvább (anális, szado-mazo) jelenettől távol tartotta magát, sok leszbikus jelenetben szerepelt. 1985-ben a Takin’ It Off c. pornó-videofilmben ismét Kitten Natividaddal együtt dolgozott.
Angelique felhasználta a Star Trek-ben szerzett ismertségét, és a folytatódó sorozat nem csökkenő népszerűségét is. Továbbra is szerepelt a Star Trek marketing eseményein, szexi posztereket jelentetett meg Star Trek jellegű, de szexisre alakított, sokat megmutató jelmezben. Pályájának mélypontján egy bungalóban lakott, Virginia államban, szex-műsorokban lépett fel, hogy fedezze saját megélhetését.

### Visszatérés
Paradox módon Angelique-nek a szexfilmekben aratott sikerei ismét ráirányították a játékfilmesek figyelmét, legalábbis a kis költségvetésű és a nagy hálózatoktól független filmesekét. 1984-től független (indie) rendezőktől kisebb megbízásokat kapott. Szerepelt az 1984-es Segítő kezek (Repo Man) c. filmben (fősz. Emilio Estevez, főszerepet kapott Fred Olen Ray rendező Biohazard-jában, Korbácsos Domina-szerepet játszott a Lost Empire c. akciófilmben.
Leszokott az alkoholról és a kábítószerről, ami néhány évvel korábban a pornófilmezésbe vitte. Önbizalma visszatért, élete ismét normális kerékvágásba. Hírneve ismét szárnyalt, a science-fiction filmklubok és a Star Trek rendezvények egyik legszívesebben látott díszvendége lett. Utolsó filmszerepét, Dora Belair-ként 1988-ban forgatta, Mike Jittlov rendező 1989-ben bemutatott Magic Movie, más címen The Wizard of Speed and Time c. önéletrajzi vígjátékban, amelyben maga a rendező is szerepelt.

### A korai vég
Angelique Pettyjohn utolsó megjelenése nagy science-fiction rendezvény díszvendégeként 1989-ben volt Las Vegasban. Egzotikus táncosnői szerződést kínáltak neki, a 46 éves, még mindig szép és atlétikus Angelique elfogadta a kihívást, nagy létszámú közönség előtt fellépve ismét sikert aratott. Ezután egyre ritkábban jelent meg nyilvánosság előtt. Petefészekrákot diagnosztizáltak nála. 1992. február 14-én, éppen Bálint (Valentin) napján, Las Vegasban elhunyt.

## Filmjei
- 1961: The Phantom Planet (esküdt)
- 1967: Hotel (sztriptíz-táncosnő)
- 1967: The Green Hornet tv-sorozat (névtelen lány)
- 1967: Felony Squad tv-sorozat (Felicia Majeski)
- 1967: Mr. Terrific tv-sorozat (Carol)
- 1967: The Girl from U.N.C.L.E. tv-sorozat (Cora Sue)
- 1967: Batman tv-sorozat (fotómodell)
- 1967: A balfácán (Get Smart), tv-sorozat (Charlie Watkins, cigarettaárus lány)
- 1967: Útmutató házas férfiaknak / A Guide for the Married Man (névtelen leány)
- 1967: Veszélyes játékok / Clambake (Gloria) (más cím: Micsoda buli)
- 1968: Mad Doctor of Blood Island (Sheila Willard)
- 1968: Star Trek - Űrszekerek tv-sorozat, The Gamesters of Triskelion (Shahna)
- 1968: Good Morning, World, tv-sorozat (Mitzi)
- 1968: Hol voltak önök, amikor kialudtak a fények? / Where Were You When the Lights Went Out? (névtelen)
- 1968: Furcsa pár (go-go táncosnő)
- 1969: Heaven with a Gun (Emily, bártáncosnő)
- 1969: Hell’s Belles (Cherry)
- 1969: The Love God? (fotómodell)
- 1969: Childish Things (Angelique)
- 1969: Love, American Style tv-sorozat Girl at Bar c. rész (névtelen)
- 1969: Bracken’s World tv-sorozat Move in for a Close-Up c. rész (Ellie)
- 1970: The Curious Female (Susan Rome)
- 1970: Tell Me That You Love Me, Junie Moon (Melissa)
- 1970: Up Your Teddy Bear (Ms. Honeysuckle)
- 1971: Wit’s End / The G.I. Executioner (Bonnie)
- 1979: Öreg rókák, nem vén rókák / Going in Style (névtelen női szereplő)
- 1982: Stalag 69 (18+) (náci kihallgatónő)
- 1982: Body Talk (18+) (Cassie)
- 1982: Titillation (18+) (Brenda Weeks)
- 1983: Good-bye Cruel World (táncoló apáca)
- 1984: Segítő kezek (Repo man) (2. feleség)
- 1985: Takin’ It Off, 18+ videófilm, (Anita Little)
- 1985: Biohazard (Lisa Martyn)
- 1985: The Lost Empire (Whiplash, a korbácsos nő)
- 1989: Magic Movie / The Wizard of Speed and Time (Dora Belair)